# Mark Kühler
Mark Kühler (* 17. August 1964) ist gelernter Maurermeister, ehemaliger Bauunternehmer und Fernsehmoderator. Seine Fernsehkarriere begann er 2003 bei RTL II als „Profiheimwerker“ in der Handwerker-Doku Die Hammer-Soap – Heimwerker im Glück, außerdem verkauft er im Fernsehsender QVC Produkte aus dem Heimwerker- und Elektronikbereich. Sein Bruder Ralf Kühler ist Moderator bei Channel 21 (früher RTL-Shop). Mit Enie van de Meiklokjes präsentierte er zwischen 2004 und 2009 auf VOX die Heimwerker-Doku Wohnen nach Wunsch – Das Haus, die sich schnell zu einem der erfolgreichsten Programme dieses Senders entwickelte.
Darüber hinaus moderiert er verschiedene Hand- und Heimwerkermessen im In- und Ausland. Kühler saß in der Jury des Bergischen Kurzfilmfestivals.
Seit Oktober 2017 moderiert er außerdem die Sendung „Schrauben, Sägen, Siegen - das Duell“ auf Kabel Eins. Dort bewertet er meist die handwerklichen Tätigkeiten der Kandidaten mit seinem Fachwissen, ebenfalls besucht er immer am Ende jeder Folge die Kandidaten und wählt anschließend ein Siegerpaar aus.